# Одноплідні організми
Одноплідні організми (англ. semelparous organisms) — організми, що розмножуються тільки один раз протягом життя. В ботаніці для одноплідних рослин також використовуються фактично синонімічні терміни: «монокарпні рослини» (англ. monocarpic plants) , або монокарпіки (від грецької monos — один, єдиний і karpos — плід) — рослини, що дають плоди один раз, та «гапаксантні рослини» (англ. hapaxanthic plants) — рослини, що квітнуть один раз. Відтворний процес таких організмів зазвичай вимагає значних ресурсів, що отримуються за допомогою змін, викликаних гормонами, і інших частин тіла. В результаті, відтворення виснажує організм та призводить до його смерті, часто в результаті швидкого старіння. Інколи, проте, організм живе ще відносно довго після відтворення або вмирає в результаті направленої програми самогубства, як це трапляється з деякими комахами.
Переважна більшість одноплідних рослин — однорічні або дворічні. Але з цього правила існують кілька винятків. Наприклад, «столітня рослина» (або американська агава), деякі представники роду пуйя, роду юка, та деякі бамбуки можуть рости 8-20 років до першого цвітіння, а бамбук навіть до 100 років. Часто одноплідні рослини не вмирають, якщо видаляти квітки, як тільки вони з'являються, а у деяких випадках, до того, як вони встигнуть сформувати плоди.
Одноплідні тварини часто зустрічаються серед комах та багатьох інших безхребетних тварин. Серед хребетних, одноплідиними є кілька видів риб, найвідоміші — кілька видів лосося та вугор. Наприклад, мальки лосося вилуплюються у прісноводних водоймах, мігрують вниз по течії до моря, де й проводять більшу частину життя, зазвичай 2-3 роки. Після досягнення статевої зрілості, риби піднімаються вверх по течії для нересту. Під час цієї подорожі старість риб ще не помітна, бо риби повинні бути у відмінній фізичній формі, щоб підніматися через пороги. Але вже через тиждень після нересту лосось вмирає від старості, що легко помітити по деградації майже всіх тканин організму.